# Bogue (Karolina Północna)
Bogue – miasto w Stanach Zjednoczonych, w stanie Karolina Północna, w hrabstwie Carteret.